# 渡井理己
渡井理己（日语：渡井 理己；1999年7月18日—），日本足球運動員，司職中場，現時被日乙球隊德島漩渦外借至葡超球隊博維斯塔。

## 俱樂部生涯
渡井理己1999年7月18日出生于静冈县，2017年7月中旬曾在德岛漩涡试训。
9月5日，德岛漩涡官方宣布静冈学园高中（静冈县）三年级中场渡井理己明年春季高中毕业后内定加盟。
渡井理己续约成功，下赛季将继续在德岛漩涡效力。 
博维斯塔官方宣布，渡井理己从德岛漩涡租借加盟，租借期至22-23赛季结束，包含买断条款。
葡超第11轮，博维斯塔主场2-2战平维泽拉的比赛中，日本中场渡井理己首次代表博维斯塔首发出战，比赛第4分钟，渡井理己帮助球队首开记录，打进个人留洋生涯首球；随后在第89分钟被替换下场。

## 外部連結
- 日本職業足球聯賽中的渡井理己 （日語）
- 渡井理己的X（前Twitter）
- 渡井理己的Instagram帳戶